# مجموعات التركيز

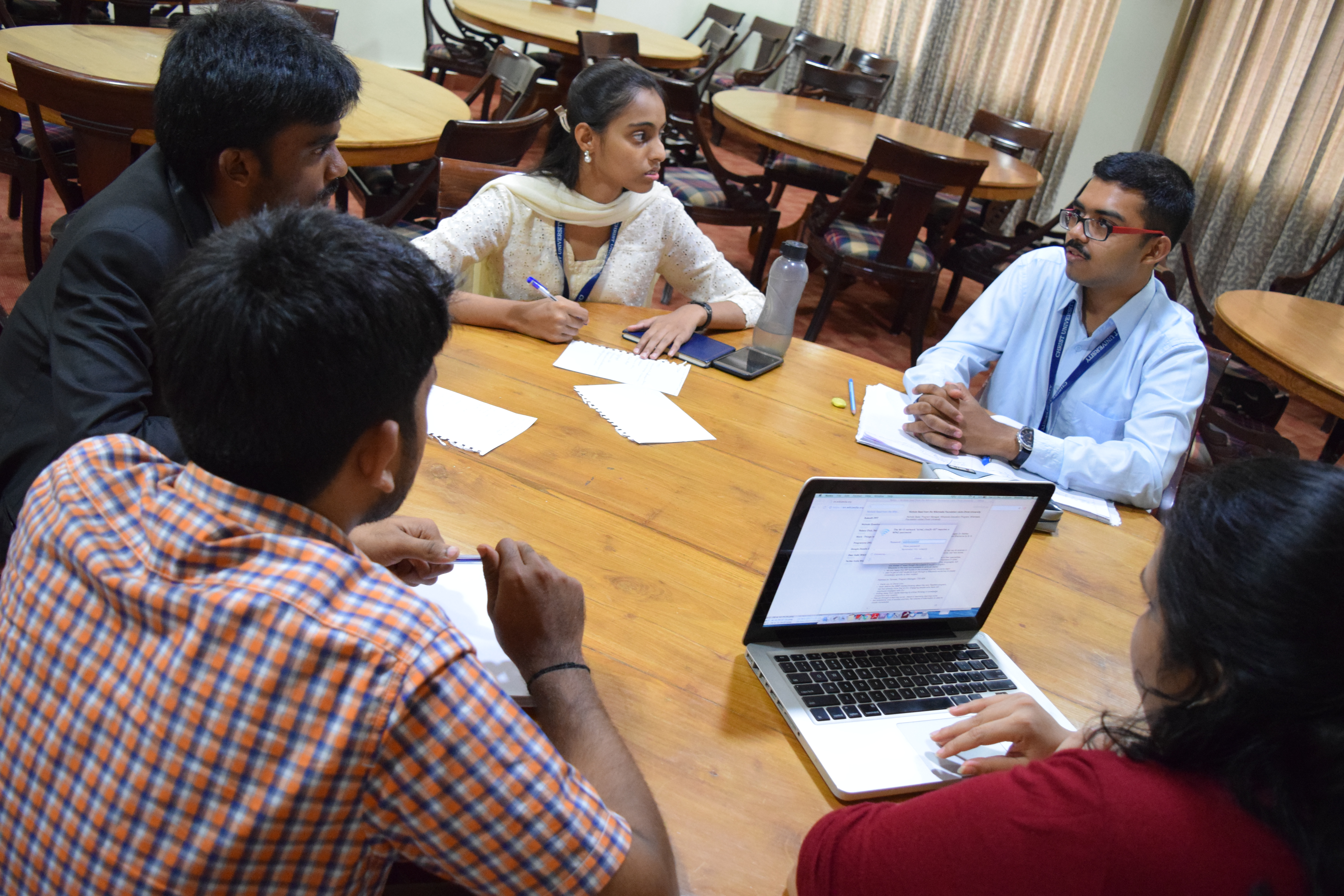
صورة لمجموعة تركيز الشخصية

مجموعة التركيز هي إحدى طرق جمع البيانات في الأبحاث وتتألف من مجموعة صغيرة من الناس ولكنها تضم أشخاص من بيئات جغرافية مختلفة، وتدرس تفاعلاتهم خاصة في الأبحاث المتعلقة بالتسويق خلال النقاشات عن منتج جديد أو شيء آخر لمعرفة الانطباعات المحتملة من الناس وتعد مجموعة التركيز إحدى طرق البحث والتي تهدف لجمع البيانات من خلال النقاشات التفاعلية التي يصممها باحث ما.
مجموعة التركيز هي طريقة يستخدمها علماء الاجتماع وفي عدة مجالات مختلفة منها علم التواصل والتعليم والعلوم السياسية والصحة العامة وقد يستخدم خبراء التسويق المعلومات التي جمعوها من مجموعات التركيز للحصول على انطباعات عن منتج أو مشكلة أو موضوع معين. تعد إحدى طرق البحث النوعي، وتشبه المقابلات حيث تُسأل مجموعة من الناس عن آرائهم واعتقاداتهم وانطباعاتهم عن منتج أو خدمة أو مفهوم أو إعلان أو فكرة، كما تُطرح الأسئلة ضمن جلسة تفاعلية حيث يستطيع المشاركون التحدث مع بعضهم، بينما يكتب الباحث ملحوظاته أو يسجل أهم المعلومات التي حصل عليها من المجموعة ويتعين على الباحث اختيار أعضاء المجموعة بعناية لتكون النتائج أكثر فاعلية ودقة.
بدأ استخدام مجموعة التركيز كطريقة للبحث في الأربعينيات في جامعة كولومبيا عندما أُجري بحث عن برامج المذياع الطويلة، أثناء الحرب العالمية الثانية، بدأ روبرت ميرتون تحليل مدى فاعلية الحملات الدعائية باستخدام مجموعات التركيز، كما حصل بول لازارسفيلد على عقد حكومي ليتعرف على انطباعات الأفراد اتجاه الحملات الدعائية التي تدعو للحرب عبر الإذاعة. صمم ميرتون طريقة خلال البحث حيث يتمكن اثنا عشر مشارك في محطة الإذاعة من التفاعل مع ما يعارض معتقداتهم بالضغط على الزر الأحمر أو بالضغط على الزر الأخضر إن كان المحتوى يوافق معتقداتهم، وبتلك الطريقة صمم ميرتون طريقة لمعرفة آراء المشتركين وانطباعاتهم الشخصية وبدأ ميرتون بعد ذلك بإجراء مجموعات التركيز في مكتب الأبحاث الاجتماعية التطبيقية في الولايات المتحدة قبل عام 1976، واشتهر استخدام مجموعات التركيز في الثمانينيات عندما نشر ميرتون تقريرا عنها، كان إيرنست ديشتر عالم النفس وخبير التسويق أول من صاغ مصطلح مجموعة التركيز قبل موته سنة 1991.

## استخدامها في المجالات المختلفة

### علم المكتبات والمعلومات
عندما ترغب المكتبة بالعمل على مجموعاتها، تستشيرالمستفيدين وهم سبب بقائها مفتوحة وتعد هذه الطريقة مهمة لتلبية احتياجات المستفيدين، يمكن تصنيف المستفيدين إلى المعلمين والمهنيين والباحثين وفقًا لمتطلبات الأبحاث وتساعد مجموعات التركيز في مجال الأبحاث في علم المكتبة على معرفة سلوك المستفيدين وأثر الخدمات.

### العلوم الاجتماعية
في مجال العلوم الاجتماعية والتخطيط المدني، تُمكن مجموعات التركيز من دراسة الأشخاص بطريقة حوار طبيعية والتي تختلف عن طريقة المقابلة الشخصية المعتادة، وتُستخدم مجموعات التركيز وطريقة ملاحظة المشارك معًا للتعرف على المجموعات وطرق تفاعلهم. من أهم ميزاتهما هو ثمنها المنخفض مقارنة بالمسح؛ إذ يحصل الباحث على النتائج بسرعة ويستطيع زيادة عدد المشاركين وذلك بالحديث مع عدد كبير من الناس في مرة واحدة كما أنها تمكن المشاركين من التعلم من الآخرين؛ إذ أنهم يتبادلون آرائهم ويتبنون وجهات نظر غيرهم وبذلك تكون تجربة المشاركة بالبحث مُثرية ومفيدة لهم، وهذا لا يوافق طريقة البحث التي يكون هدفها أخذ المعلومات من المشاركين دون أي منفعة لهم.

### التسويق
تعد مجموعة التركيز أداة مهمة للحصول على انطباعات عن المنتجات الجديدة والمواضيع الأخرى المتنوعة وتُستخدم في عالم التسويق عادة في المراحل الأولى للتسويق لمنتج أو لتطوير مفهوم، ويكون ذلك عنما تحاول الشركات صنع توجه في مبادرة التسويق، كما تُمكن مجموعات التركيز الشركات التي ترغب بتطوير تسمية أو اختبار منتج جديد لتناقش الآراء المختلفة  ولتجربة المنتج الجديد قبل عرضه في السوق؛ إذ تزودهم بمعلومات قيمة عن مدى تقبل الناس للمنتج عند عرضه في السوق.
مجموعة التركيز هي مقابلة يجريها مشرف مدرب مع مجموعة صغيرة من المشاركين، تكون المقابلة غير رسمية ويستطيع المشاركون الإجابة بحرية والتعبير عن آرائهم، وتشبه مجموعة التركيز النقاشات المتعمقة ولكن يجب التفريق بينهما، ويستخدم المشرف دليلًا مجهز مسبقًا عن مجموعة التركيز ليسهل العملية، ويكون عادة النقاش في البداية عن الانطباعات العامة عن علامة تجارية أو منتج ويصبح متخصصًا أكثر فيما بعد.
يختار الباحث المشاركين وفقًا لثقافاتهم أو صفاتهم أوطرقهم الشرائية أو سلوكياتهم ولا يشارك ممثلو الجهة المعنية (وعادة ما يكونون فريق التصميم في حالة تجربة منتج جديد) في مجموعة التركيز حتى لا يحدث أي تحيز، ولكن يمكنهم مشاهدة الحوار إما بمشاهدة تسجيل كاميرات الفيديو أو بمراقبته بواسطة المرآة.
توفر مجموعات التركيز التقليدية معلومات دقيقة وهي أقل تكلفة من غيرها من الطرق الأخرى التقليدية لأبحاث التسويق، وقد يكون الثمن مهمًا ولكن إن كان المنتج سيسوق في جميع أنحاء الدولة، فمن المهم جمع مشاركين من مختلف أنحاء الدولة حيث قد تختلف الانطباعات عن المنتج الجديد بسبب اختلاف المناطق، وهذا قد يتطلب صرف رسوم معينة للسفر والإقامة، كما قد يكون موقع إجراء مجموعة التركيز بعيدًا عن محل إقامة عميل معين لذلك قد يحتاج ممثلو العميل تحمل مصاريف السفر والإقامة أيضًا.
يعد استخدام الطرق الإلكترونية لجمع أجوبة المسح من أحدث وأشهر الطرق المستعملة في هذه الفترة.

### هندسة قابلية الاستخدام
في مجال هندسة قابلية الاستخدام، تعد مجموعة التركيز طريقة مسح لمعرفة رأي المستهلكين بموقع أو نظام معين، ويمكن تطبيق هذه الطريقة للتسويق لمنتجات الحاسوب لفهم أسباب المستهلكين بوضوح وانطباعاتهم عنها وبعكس طرق الهندسة البشرية الأخرى، تشمل مجموعات التركيز المستهلكين الحاليين أو المستهلكين الممكنين، وعلى سبيل المثال يمكن الجصول على معلومات غير موضوعية عن سهولة استخدام تطبيق معين من مجموعات التركيز.

## أنواعها
تختلف أنواع مجموعات التركيز ومنها:
- مجموعة التركيز ثنائية الاتجاه، تراقب إحدى المجموعات مجموعة أخرى وتناقش التفاعلات والاستنتاجات.
- مجموعة التركيز ثنائية الإشراف، وهي تتضمن مشرفين، يشرف أحدهما على تنفيذ الحوار بسلاسة في حين يشرف الآخر على مناقشة الأسئلة كاملة
- مجموعة التركيز التي تتضمن مشرفين متنافسين، حيث يتبنى كل مشرف وجهة نظر مخالفة في النقاش عن قصد
- مجموعة التركيز التي يكون فيها أحد المشاركين مشرفًا، يطلب من شخص واحد فقط من المشاركين أن يقوم بدور المشرف
- مجموعة التركيز التي تتضمن مشاركة العملاء، يشارك عميل أو أكثر في النقاش إما بسرية أو بوضوح
- مجموعة التركيز المصغرة، تتألف المجموعة من أربع أو خمس افراد بدلًا من ستة إلى اثني عشر
- مجموعات التركيز الهاتفية، تجرى باستخدام الهاتف
- المجموعات الإبداعية
- مجموعة التركيز على الإنترنت، تجرى باستخدام حواسيب متصلة بالإنترنت
- مجموعات التركيز الهاتفية/ الإلكترونية، تجرى باستخدام الهاتف والإنترنت وتشمل ستة إلى ثمان مشاركين.

## مجموعات التركيز على الإنترنت
تجرى عادة مجموعات التركيز وجهًا لوجه ولكن التقنية مكنت البحث النوعي من الوصول إلى طرق تستخدم الإنترنت ويوجد نوعان من طرق استخدام الإنترنت في البحث، طرق متزامنة وطرق غير متزامنة، تسمح الطرق المتزامنة للباحثين إجراء محادثات مباشرة والتي تحاكي المقابلات الفعلية وتجمع الطرق غير المتزامنة المعلومات من المشاركين باستخدام الاستبيانات والقوائم البريدية وتتضمن مشكلات استخدام الطرق غير المتزامنة المشاركة المتفرقة وغير محدودة المدة الزمنية وقلة الوقت الذي يملكه الباحث لإنهاء الدراسة، في حين تتضمن مشكلات الطرق المتزامنة عدم ملائمة الوقت للمشتركين وعدم قدرتهم على الوصول إليها، بينما تشمل الميزات لاستخدام الطرق الإلكترونية بشكل عام لإجراء مجموعات التركيز عدم الحاجة للتنقل وسهولة الاستخدام، ولكن توجد بعض المشكلات منها عدم توفر التقنية  وقلة الخبرة في استخدام التقنية.
من مميزات إجراء مجموعات التركيز على الإنترنت أنها تمكن المشاركين الذين يعيشون بعيدًا عن بعضهم من الانضمام وتزيد من فرض مشاركة الأشخاص الذين يفضلون استخدام التقنية، ولكن من عيوبها فقدان القدرة على التواصل غير اللفظي والذي يعد عاملًا مهمًا في البحث النوعي.

## النقاشات
توفر النقاشات الجماعية معلومات وآراء لا يمكن الوصول إليها دون التواصل ضمن مجموعة والاستماع للآخرين حيث أن التواصل الشفوي يحفز تذكر الذكريات والأفكار والتجارب لدى المشاركين وهذا يعرف بتأثير المجموعة حيث ينخرط أفراد المجموعة بتأثير يشبه السلسلة، فيكون الحديث يرتبط بما يأتي بعده من مواضيع وتعبيرات.
يتوصل أعضاء المجموعة إلى لغة مشتركة لوصف التجارب المتشابهة. ويُّسَهِل هذا النوع معرفة اللغة الام أو الحديث بلهجة عامية لفهم الموقف.
تتيح مجموعة التركيز الفرصة للإفصاح عما بداخلهم عندما يجتمعون بأشخاص يوافقونهم ويصدقونهم فعلى سبيل المثال، في حال تعرض أحدهم للتنمر في بيئة العمل فعادة ما يشعر الموظفون الذين يتعرضون للتنمر بقلة الثقة بالنفس وعدم القدرة على الإفصاح والشعور بالوحدة ويعد استخدام مجموعات التركيز لدراسة التنمر في بيئة العمل طريقة فاعلة لجمع البيانات. (اطلع على تراسي، لوتغن- ساندفيك، وألبرتس، 2006)

## المشكلات والنقد
تعد أبرز المشكلات المتعلقة بمجموعات التركيز (وطرق البحث النوعي الأخرى كذلك) مشكلة الاعتماد على المراقب حيث أن الباحث قد يكون له تأثيرًا على النتائج بطريقته لقراءة نقاش المجموعة وتشابه مجموعة التركيز دراسة حالة ما وتكون في جلسة واحدة وخاصة إن كانت تقيس الأثر بين شيء وسلوك الإنسان في مجال العلوم الإجتماعية إلا إن تكررت أكثر من مرة ويمكن أن تحدث مشكلات كبيرة متعلقة بمدى صحتها ودقة نتائجها خاصة الآثار التفاعلية لإعدادها ومن المشكلات الأخرى التفكير الجماعي والإجابة بإجابات لنيل إعجاب الآخرين.
كما توجد مشكلة أخرى معلقة بجلسة النقاش، فإن أجريت مجموعة التركيز في معمل مع مدير للجلسة وهو بروفيسور وباستخدام أداة تسجيل معيقة فقد يعرض المشاركين عن الإجابة أو يجيبون بالطريقة التي يشعرون أن الباحث يرغب بالحصول عليها وتعد مشكلة أخرى هي غياب السرية، فبوجود جميع المشاركين يصعب ضمان سرية وخصوصية المعلومات.
ناقش دوغلاس روشكوف بأن مجموعات التركيز عادة ما تكون بلا فائدة وتسبب المتاعب أكثر من قدرتها على حلها فعادة ما تكون المجموعة تطمح لنيل الإعجاب بدلًا من التعبير عن آرائهم وتقييماتهم، وقد تكون البيانات الممثلة مختارة بعناية لدعم استنتاج معين وأعطى روشكوف مثالًا لشركة استخدمت مجموعة التركيز وفشلت وهي شركة كوكاكولا عندما عرضت منتجها الجديد في الثمانينيات، ويوضح بهذا المثال مدى سوء تصميم المجموعة وإجرائها وتحليل البيانات.
وأخبر جوناثان ايف نائب مدير التصميم في شركة أبل بأن شركة أبل لديها سبب جيد كي لا تستخدم مجموعات التركيز كوسيلة لجمع البيانات وهو أن مجموعات التركيز تضمن فقط عدم إهانة أحد وصنع منتجات غير مهينة لأحد.

## تحليل البيانات
يعد تحليل البيانات التي حصلنا عليها من مجموعات التركيز صعبًا ويوفر فرصًا في الوقت ذاته مقارنة بالأنواع الأخرى من طرق البحث النوعي ويقترح بعض المؤلفون بأنه يجب تحليل البيانات بمثل طريقة تحليل بيانات المقابلات، ولكن آخرون اقترحوا بأن خصائص مجموعات التركيز المميزة وخاصة الفرص التي توفرها لمراقبة التواصل بين مجموعة من الناس تعني وجوب استخدام طريقة أخرى مميزة لتحليل البيانات ويكون تحليل البيانات إما بالتحليل الشخصي لكل فرد أو بتحليل المجموعة ككل.
تتيح مجموعات التركيز فرصًا لمعرفة قوة تمسك الشخص برأيه فإن واجهوا المعارضة أو وجهة النظر المعارضة فإما أن يعدل الشخص من رأيه أو يدافع عنه، إن جمع جميع التعليقات التي يقولها الفرد بالترتيب يُمكّن الباحث من معرفة ما إن كانت وجهة نظر الشخص قابلة للتغيرعلى مدى النقاش وإن كان كذلك فالتعمق بقراءة الحوار قد يظهر مساهمات الأشخاص الآخرين الذين تمكنوا من إحداث هذا التغيير.
قد تظهر مجموعات التركيز في بعض الأحيان وجهات نظر عامة وآراء متشابهة ولكن قد يوجد خطأ عند الاعتقاد بإجماعهم على رأي واحد عندما لم يتكلم كل فرد منهم، لذلك يتعين على الباحث معرفة ما إن كان الاشخاص الذين لم يتكلموا موافقين مع الأغلبية أو ما إن كانوا غير راغبين بالتكلم عن اختلاف وجهة نظرهم ومعارضتهم.

## حكومة الولايات المتحدة
تستخدم حكومة الولايات المتحدة مجموعات التركيز بكثرة لمعرفة احتياجات المدارس العامة من مستلزمات و المتطلبات لبرامجها المختلفة ومع أن كثيرًا منها يتواءم مع غايتها إلا أن بعضها كانت محاولات غير جيدة من ممثلي الحكومة وفقًا لدراسات مستقلة لم تبنى على ما إن كانت مجموعات التركيز أفضل طريقة للبحث.

## الفن
استخدم الفنان السويدي مانز ورنغ مبدأ مجموعات التركيز في عمله ذي جود رومر بروجكت وفي هذه الحالة لم تستخدم مجموعة التركيز فقط لتكون الطريقة الوحيدة للبحث عن وجهات نظر أفراد المجموعات ولكن لنشر فكرة في المجتمع بمساعدة أعضاء المجموعات.

## التمارين
توجد عدة تمارين يمكن استخدامها لتدعم الأسئلة الشفوية وتتضمن ما يلي:
وضع قوائم يكتب المشاركون قائمة بكل عناصر مجال ما
التقييم يعطى المشاركون قائمة لتحوي عدة أشياء ويقيموها وفقًا لعامل معين أو يمكن تصنيفها مع شخص آخر لمقارنة العوامل معه
التصنيف يصنف المشاركون البطاقات التي تمثل عناصر من مجال معين إلى مجموعات بناءً على أوجه التشابه والاختلاف
تصنيف الصور توزع صور معينة من مجلات على المشاركين ليصنفوها ولإيجاد الصفات المتوافقة أو الصور التي تمثل فئة معينة
أدوات سحرية يمرر اداة سحرية لكل مشترك ومن ثم يشاركون الآخرين بحلم أو فكرة
قص القصص يخبر المشاركون قصة عن موضوع يهمهم لتحفيز الآخرين بإيجاد حل لمشكلة ما ومن ثم تجمع الانطباعت للموقف و تراقب التفاعلات عن الموضوع الخاضع للدراسة
لعب ادوار مختلفة يمثل المشاركون كيف سيتصرفون في موقف ما وكيف سيحلون المشكلة أو يتعاملون مع صعوبة ما
إكمال الجملة يعطى المشاركون اجزاء جمل مطبوعة عن موضوع معين ليكملوها ويتشاركوا معًا الحلول ضمن مجموعة.
مجلد الصور يحدد المشرف موضوعًا معينًا ويوزع الأدوات على المشاركين (والذين يقسمون إلى مجموعات صغيرة) ليستخدموا الأدوات والرسومات وكلماتهم ليصنعوا مجلد صور.